# Gideon Emery

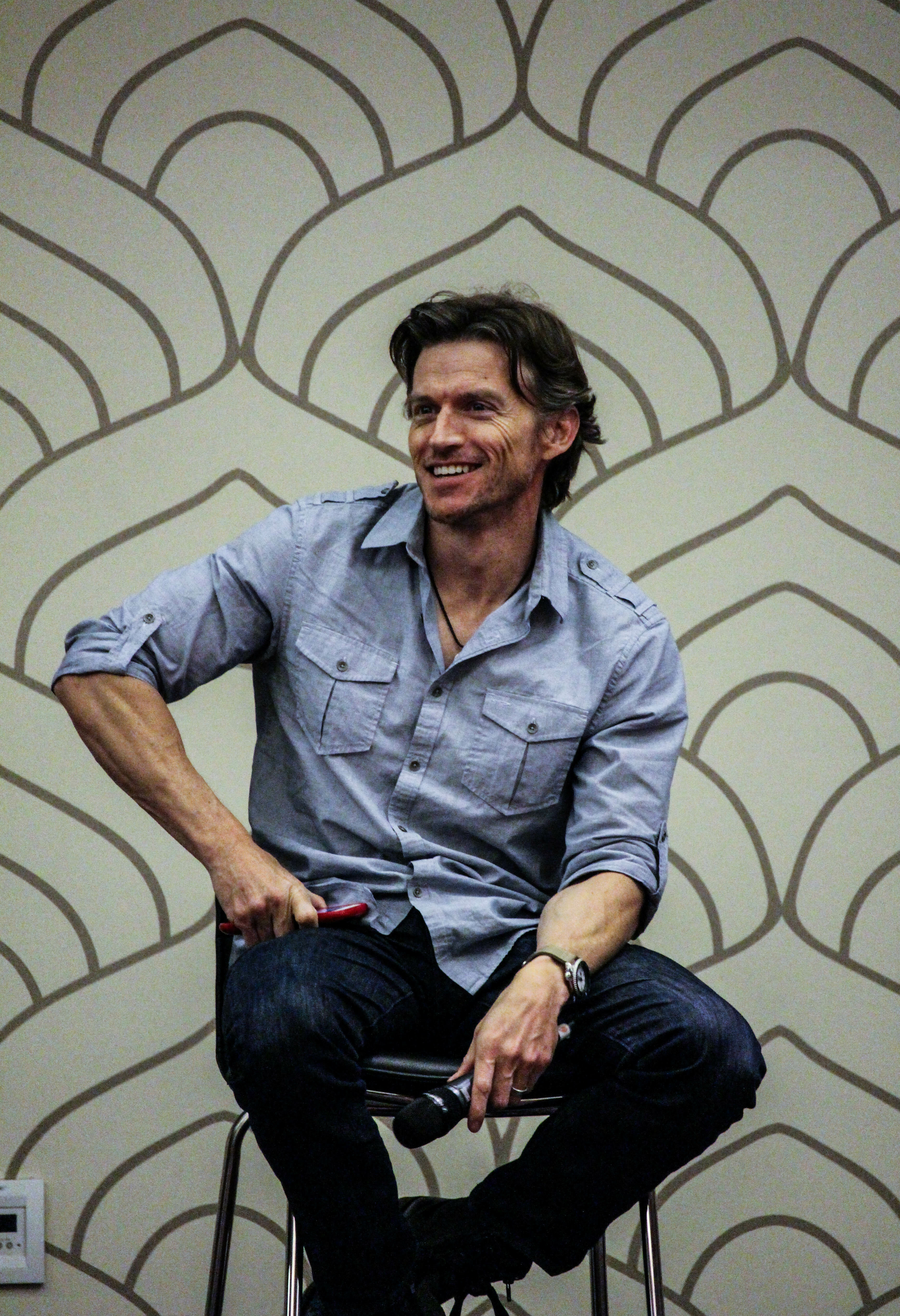
Gideon Emery, 2017

Gideon Emery (* 12. September 1972 in Windsor, Berkshire) ist ein englischer Schauspieler und Synchronsprecher. Bekannt ist er für seine gemeinnützige Arbeit in Afrika und dem Leihen seiner Stimme für Charaktere in Videospielen. So war er u. a. in GoldenEye: Rogue Agent, Final Fantasy XII, God of War III und  Wolfenstein: The New Order zu hören. Im 2014 erschienenen Videospiel Call of Duty: Advanced Warfare lieh er dem Charakter Gideon seine Stimme und erweckte ihn per Motion-Capture-Verfahren zum Leben.
Er spielte unter anderem in Teen Wolf in der Rolle des Deucalion mit. Als Film- und Fernsehschauspieler ist er seit Mitte der 1990er Jahre aktiv.

## Filmografie (Auswahl)
- 1997: Operation Delta Force
- 2000: Glory Glory
- 2002: Diamond Cut Diamond – Hart und unerbittlich (Diamond Cut Diamond)
- 2003: Citizen Verdict – Im Namen der Einschaltquote (Citizen Verdict)
- 2007: Die Fährte des Grauens (Primeval)
- 2008: Train – Nächster Halt: Hölle (Train)
- 2009: 90210 (Fernsehserie, 1 Folge)
- 2010: Takers – The Final Job
- 2011: Blue Crush 2 – No Limits (Blue Crush 2)
- 2011: castle (3×7)
- 2012: Last Resort (Fernsehserie, 3 Folgen)
- 2013–2014; 2016: Teen Wolf (Fernsehserie)
- 2014: Shameless (Fernsehserie, 3 Folgen)
- 2015: Marvel’s Daredevil (Fernsehserie, 2 Folgen)
- 2015: Grimm (Fernsehserie, 1 Folge)
- 2016: Chicago P.D. (Fernsehserie, 1 Folge)
- 2016–2017: Good Behavior (Fernsehserie, 4 Folgen)
- 2018: S.W.A.T. (Fernsehserie, 1 Folge)
- 2019: Blue Bloods – Crime Scene New York (Blue Bloods, Fernsehserie, 1 Folge)
- 2020: Dash & Lily (Fernsehserie)
- 2020: The Blacklist (Fernsehserie, 1 Folge)
- 2023: Wolf Pack (Fernsehserie, 3 Folgen)